# Campeonato Nacional da Guiné-Bissau
Der Campeonato Nacional da Guiné-Bissau ist die nationale Fußballmeisterschaft in der westafrikanischen Republik Guinea-Bissau. Momentan trägt sie den Namen Liga MTN, nach dem aktuellen Hauptsponsor Mobile Telephone Networks.

## Geschichte
In Guinea-Bissau wurde mindestens seit 1960 ein Landesmeister in der damaligen portugiesischen Kolonie Guinea-Bissau ausgespielt, bis 1972.
Nach der einseitig erklärten Unabhängigkeit des Landes 1973 gründete sich 1974 der nationale Fußballverband von Guinea-Bissau, die Federação de Futebol da Guiné-Bissau. 1975 organisierte sie erstmals die neue Landesmeisterschaft, den Campeonato Nacional da Guiné-Bissau.
Verschiedene politische und finanzielle Krisen in Guinea-Bissau führten gelegentlich zu Abbruch oder Ausfall des Fußballbetriebs im Land, und damit zu einzelnen nicht ausgetragenen Meisterschaften, insbesondere seit dem Beginn des portugiesischen Kolonialkriegs in Guinea-Bissau 1963.

## Klubs 2017/2018
Die Saison 2017/18 begann am 25. November 2017 und geht voraussichtlich bis Juni 2018. Folgende Mannschaften nehmen teil:
- Sport Bissau e Benfica aus Bissau, amtierender Meister, Filialverein des portugiesischen Klubs Benfica Lissabon
- FC Canchungo, amtierender Landespokalsieger und Supercupsieger
- Sporting Clube de Bissau aus Bissau, 13-maliger Meister (Rekordmeister), Filialverein des portugiesischen Klubs Sporting Lissabon
- Sporting Clube de Bafatá aus Bafatá, zweimaliger Meister (1987 und 2008), Filialverein des portugiesischen Klubs Sporting Lissabon
- Clube de Futebol „Os Balantas“ aus Mansôa, viermaliger Meister (1975, 2006, 2009, 2013)
- União Desportiva Internacional aus Bissau, dreimaliger Meister (1976, 1985, 2003)
- Sport Clube dos Portos de Bissau, Werksteam des Hafens von Bissau, Meister 1993
- Nuno Tristão FC, Klub aus Bula, Meister und Supercupsieger 2013
- Cuntum Futebol Clube aus Cuntum Madina, eine Ortschaft im Hauptstadtbezirk Bissau
- FC Lagartos, Klub aus Bambadinca
- Desportivo de Farim, Aufsteiger, Pokalsieger 1990
- Flamengo Futebol Clube, Aufsteiger aus Pefine, Filialverein des brasilianischen Klubs Flamengo Rio de Janeiro
- Futebol Clube de Pelundo, Aufsteiger aus Pelundo
- FC Sonaco, erstmals in der Vorsaison aufgestiegen, 2018 disqualifiziert nach zwei nicht angetretenen Spielen

## Erfolgreichste Klubs
- Sport Bissau e Benfica: 15 Titel (1977, 1978, 1980, 1981, 1982, 1988, 1989, 1990, 2010, 2015, 2017, 2018, 2022, 2024, 2025)
- Sporting Clube de Bissau: 14 Titel (1983, 1984, 1986, 1991, 1992, 1994, 1997, 1998, 2000, 2002, 2004, 2005, 2007, 2021)
- Clube de Futebol „Os Balantas“: 4 Titel (1975, 2006, 2009, 2013)
- União Desportiva Internacional: 4 Titel (1976, 1985, 2003, 2019)

## Meister seit der Unabhängigkeit
- 1975: Clube de Futebol „Os Balantas“
- 1976: União Desportiva Internacional
- 1977: Sport Bissau e Benfica
- 1978: Sport Bissau e Benfica
- 1979: nicht ausgetragen
- 1980: Sport Bissau e Benfica
- 1981: Sport Bissau e Benfica
- 1982: Sport Bissau e Benfica
- 1983: Sporting Clube de Bissau
- 1984: Sporting Clube de Bissau
- 1985: União Desportiva Internacional
- 1986: Sporting Clube de Bissau
- 1987: Sporting Clube de Bafatá
- 1988: Sport Bissau e Benfica
- 1989: Sport Bissau e Benfica
- 1990: Sport Bissau e Benfica
- 1991: Sporting Clube de Bissau
- 1992: Sporting Clube de Bissau
- 1993: Sport Portos de Bissau
- 1994: Sporting Clube de Bissau
- 1995: nicht ausgetragen
- 1996: Associação Desportiva e Recreativa Mansabá
- 1997: Sporting Clube de Bissau
- 1998: Sporting Clube de Bissau
- 1999: nicht ausgetragen
- 2000: Sporting Clube de Bissau
- 2001: nicht ausgetragen
- 2002: Sporting Clube de Bissau
- 2003: União Desportiva Internacional
- 2004: Sporting Clube de Bissau
- 2005: Sporting Clube de Bissau
- 2006: Clube de Futebol „Os Balantas“
- 2007: Sporting Clube de Bissau
- 2008: Sporting Clube de Bafatá
- 2009: Clube de Futebol „Os Balantas“
- 2010: Sport Bissau e Benfica
- 2011: Atlético Clube de Bissorã
- 2012: nicht ausgetragen
- 2013: Clube de Futebol „Os Balantas“
- 2014: Nuno Tristão FC (Bula)
- 2015: Sport Bissau e Benfica
- 2016: -nicht beendet-
- 2017: Sport Bissau e Benfica
- 2017/18: Sport Bissau e Benfica
- 2018/19: União Desportiva Internacional
- 2019/20: -abgebrochen- (COVID-19-Pandemie)
- 2020/21: Sporting Clube de Bissau
- 2021/22: Sport Bissau e Benfica
- 2022/23: FC Canchungo
- 2023/24: Sport Bissau e Benfica
- 2024/25: Sport Bissau e Benfica

## Meister vor der Unabhängigkeit
- 1960: Clube de Futebol „Os Balantas“
- 1961: Clube de Futebol „Os Balantas“
- 1962: Clube de Futebol „Os Balantas“
- 1963: nicht ausgetragen
- 1964: Clube de Futebol „Os Balantas“ (nur in der Nord-Provinz ausgetragen)
- 1965: Clube de Futebol „Os Balantas“ (nur in der Nord-Provinz ausgetragen)
- 1966–70: nicht ausgetragen
- 1971: nicht ausgetragen (stattdessen ein Pokalwettbewerb, Sieger: Clube de Futebol „Os Balantas“)
- 1972: Clube de Futebol „Os Balantas“
- 1973–74: nicht ausgetragen